# サミー・ムマエ
サミー・ムマエ・アンワムベベン（フランス語: Samy Mmaee A'Nwambeben、1996年9月8日 - ）は、モロッコとベルギー、カメルーンのサッカー選手。モロッコ代表。ポジションはDF。

## クラブ歴
2013年にKAAヘントからスタンダール・リエージュの下部組織に移籍。2014年7月25日の試合で選手初出場を記録した。その後、MVVマーストリヒトに期限付き移籍した。
2018年にシント＝トロイデンVVに完全移籍。
2021年にフェレンツヴァーロシュTCに完全移籍。同年夏に弟が加入した事で兄弟でチームメイトになった。

## 代表歴
年代別代表ではベルギー代表として出場した。
2020年10月9日に行われたセネガル代表との親善試合にモロッコ代表として出場しA代表初出場を記録した。

## 家族
父がカメルーン人で母がモロッコ人。兄のジャック・ムマエ、弟のライアン・ムマエ、カミル・ムマエもサッカー選手。